# Lou Roy-Lecollinet
Lou Roy-Lecollinet (1 de agosto de 1996) é uma atriz francesa. Ela foi indicada ao Prêmio César de Atriz Mais Promissora em 2016 por seu papel no filme My Golden Days.

## Vida e carreira
Lou Roy-Lecollinet nasceu em Saint-Maur-des-Fossés, um subúrbio de Paris. Enquanto ainda era aluna do liceu, e seguindo o conselho de seu professor de teatro, ela fez um teste para um papel no filme My Golden Days, dirigido por Arnaud Desplechin. Em entrevistas, ela afirmou que se tornou atriz quase por acaso. Ela disse a um entrevistador: "Eu não queria ser atriz. Eu queria dirigir peças no palco".
O filme, uma prequela de My Sex Life... or How I Got into an Argument (1996) do diretor, foi apresentado no Festival de Cinema de Cannes de 2015. Ela foi indicada ao Prêmio César de Atriz Mais Promissora por seu papel nele.
Roy-Lecollinet estrelou o videoclipe da música "Broken Flowers" de Danny L Harle em 2016, lançado pela gravadora britânica PC Music.

## Filmografia
| Ano  | Título         | Papel         | Diretor                              | Notas                                           |
| ---- | -------------- | ------------- | ------------------------------------ | ----------------------------------------------- |
| 2015 | My Golden Days | Ester         | Arnaud Desplechin                    | Nomeada - Prêmio César de Atriz Mais Promissora |
| 2016 | Petit homme    | Nat           | Nathanaël Guedj                      | Baixo                                           |
| 2016 | Jeunesse       | Mulher jovem  | Shanti Masud                         | Baixo                                           |
| 2016 | La tortue      | Julie         | Thomas Blumenthal e Roman Dopouridis | Baixo                                           |
| 2017 | I Got Life!    | Lucie Tabort  | Blandine Lenoir                      |                                                 |
| 2017 | Paris etc      | Allison       | Zabou Breitman                       | Série de TV (12 episódios)                      |
| 2018 | Fiertés        | Jovem aurélie | Philippe Faucon                      | Série de TV (1 episódio)                        |